# Melaka Chief Minister's Cup
La Melaka Chief Minister's Cup fue una carrera ciclista profesional malaya que se disputaba en el estado de Malaca.
Se creó en 2007 formando parte del UCI Asia Tour, dentro de la categoría 2.2 (última categoría del profesionalismo). En 2009 no se disputó. Desde 2011 se convirtió en carrera de un día de categoría 1.2 (igualmente última categoría del profesionalismo). En 2012 de nuevo no se disputó.
A pesar de sus pocas ediciones tuvo diferentes nombres muy similares entre ellos:
- Melaka Chief Minister Cup (2007)
- His Excellency Gabenor of Malacca Cup (2008)
- Melaka Governor Cup (2010-2011)
- Melaka Governor's Cup (2013)
- Melaka Chief Minister's Cup (2014)

## Palmarés
| Año  | Ganador              | Segundo                 | Tercero               |
| ---- | -------------------- | ----------------------- | --------------------- |
| 2007 | Mohd Rauf Nur Misbah | Agung Sahbana           | Mohamed Harrif Salleh |
| 2008 | Mahdi Sohrabi        | Rafaâ Chtioui           | Hossein Eslami        |
| 2009 | edición no realizada | edición no realizada    | edición no realizada  |
| 2010 | David McCann         | Samuel Witmitz          | Mohd Shahrul Mat Amin |
| 2011 | Hassan Maleki        | Hamid Shirisisan        | Ramin Mehrabani       |
| 2012 | edición no realizada | edición no realizada    | edición no realizada  |
| 2013 | Lex Nederlof         | Loh Sea Keong           | Thomas Rabou          |
| 2014 | Alexandr Pliuschin   | Alex Destribois-Coudroy | Eric Sheppard         |

## Palmarés por países
| País         | Victorias |
| ------------ | --------- |
| Irán         | 2         |
| Malasia      | 1         |
| Irlanda      | 1         |
| Países Bajos | 1         |
| Moldavia     | 1         |